# The Lion of Judah
Pour plus de détails, voir Fiche technique et Distribution.
The Lion of Judah est un long métrage d'animation sud africain réalisé par Deryck Broom et Roger Hawkins, sorti aux États-Unis en 2011. Il relate les aventures d'un groupe d'animaux à l'époque de Jésus.

## Synopsis
L'histoire se déroule en judée au Ier siècle. Le quotidien d'une bande d'animaux est troublé par l'arrivée d'un agneau qui se prend pour un lion, et qui est destiné à être sacrifié pour la Pâque juive. Ses amis se mettent en devoir de le sauver. Leur chemin croise la route de Jésus peu avant sa crucifixion.

## Fiche technique
- Titre : The Lion of Judah
- Réalisateurs : Deryck Broom et Roger Hawkins
- Scénario : Brent Dawes
- Musique originale : Greg Sims
- Image : Deryck Broom
- Montage : Gareth Ahrens, Roger Hawkins
- Sociétés de production : Animated Family Films, Character Matters, Sunrise Productions
- Distribution : Rocky Mountain Pictures[1]
- Budget : estimé à 15 millions de dollars[2]
- Pays :  Afrique du Sud
- Langue : anglais
- Durée : 87 minutes
- Son : stéréo
- Date de sortie : 3 juin 2011

## Réception critique
Fin août 2011, le site agrégateur de critiques britannique Rotten Tomatoes donnait au film une moyenne de 0 sur 100 basée sur 5 critiques de presse. Les critiques déplorent la laideur des graphismes en images de synthèse et de leur animation, ainsi que la grande faiblesse du scénario. Andrew Barker, dans Variety, juge le film mal animé et indique à propos du scénario que « faire des animaux des témoins dans le genre Rosencrantz et Guildenstern de ces événements [la crucifixion de Jésus] est une idée intéressante, mais la juxtaposition de chutes sur le derrière et de blagues scatologiques avec la représentation solennelle de la torture et de l'exécution du Fils de Dieu ménage une expérience authentiquement bizarre, et que l'on pourrait trouver à la limite de l'acceptable ». John Beifuss, dans sa critique sur Go Memphis, estime que le film, qu'il qualifie de croisement entre La Passion du Christ et Babe, est « à la limite de l'insoutenable à cause de la laideur de l'animation et de la maladresse du récit », et atteint une « bizarrerie à en rester bouche bée » lorsque la comédie animalière révèle un message évangélique.